# Wadi-al-Ahmar
Wadi-al-Ahmar, también conocida como Wadi-al-Hamra, es una ciudad de Libia en el distrito de Sirte. Su nombre significa "Valle Rojo". Wadi-al-Ahmar se encuentra a más de 100 km al este de Surt,  la ciudad natal del líder libio Muammar al-Gaddafi.